# سیارک ۸۴۵۲۲

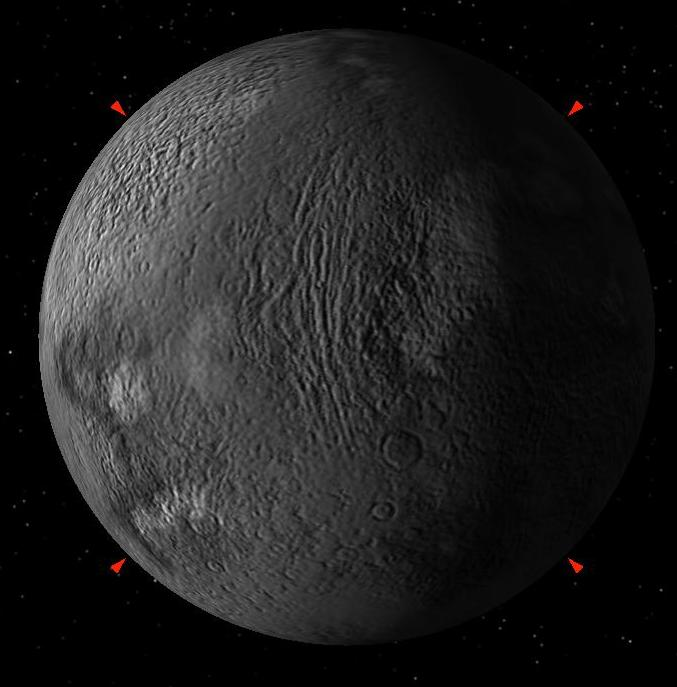
نمایی از سیارک ۸۴۵۲۲

سیارک ۸۴۵۲۲ یا (۸۴۵۲۲) ۲۰۰۲ تی‌سی۳۰۲ یک جسم فرانپتونی است که در ۹ اکتبر ۲۰۰۲ توسط مایکل براون، چد تروهیو و دیوید رابینوویتز در رصدخانهٔ پالومار کشف‌شد.